# Peter Atkins (scénariste)
Pour les articles homonymes, voir Peter Atkins et Atkins.
Peter Atkins est un scénariste, écrivain et musicien britannique, né le 2 novembre 1955 à Liverpool.

## Biographie
Après des débuts sans succès dans le théâtre, il devient musicien puis scénariste pour divers films de série B ou séries télévisées.

## Filmographie

### Comme scénariste
- 1996 : Hellraiser: Bloodline d'Alan Smithee (alias Kevin Yagher et Joe Chappelle) ;
- 2013 : La Malédiction de la pyramide de Roger Christian.

### Récompenses et nominations
Il a reçu deux nominations aux British Fantasy Awards.

## Livres
- Morningstar (1992)
- Big Thunder (1997)
- Wishmaster And Other Stories (1999)